# Weir River (vattendrag i Kanada)
Weir River är ett vattendrag i Kanada.   Det ligger i provinsen Manitoba, i den östra delen av landet, 1 800 km nordväst om huvudstaden Ottawa.
Omgivningarna runt Weir River är i huvudsak ett öppet busklandskap. Trakten runt Weir River är nära nog obefolkad, med mindre än två invånare per kvadratkilometer.